# زارچوئیه (جیرفت)
زارچوئیه۲ روستایی در دهستان ساردوئیه بخش ساردوئیه شهرستان جیرفت استان کرمان ایران است.

## جمعیت
بر پایه سرشماری عمومی نفوس و مسکن در سال ۱۳۹۵ جمعیت این مکان ۱۳۹ نفر (۴۴خانوار) بوده‌است.